# Matthias Röder
Matthias Röder (Hohenmölsen, RDA, 4 de febrero de 1972) es un deportista alemán que compitió en piragüismo en la modalidad de aguas tranquilas. Ganó tres medallas en el Campeonato Mundial de Piragüismo entre los años 1991 y 1997.
Participó en los Juegos Olímpicos de Barcelona 1992, donde finalizó cuarto en la prueba de C1 1000 m.

## Palmarés internacional
| Campeonato Mundial | Campeonato Mundial     | Campeonato Mundial | Campeonato Mundial |
| Año                | Lugar                  | Medalla            | Evento             |
| ------------------ | ---------------------- | ------------------ | ------------------ |
| 1991               | París (Francia)        | Medalla de bronce  | C1 1000 m          |
| 1993               | Copenhague (Dinamarca) | Medalla de bronce  | C1 1000 m          |
| 1997               | Dartmouth (Canadá)     | Medalla de oro     | C2 1000 m          |